# Emil von Krusenstjerna
Emil Sebastian von Krusenstjerna, född 30 september 1853 i Karlskrona, död 8 december 1941 i Stockholm, var en svensk militär.
Emil von Krusenstjerna var son till kaptenlöjtnanten vid flottan Adolph von Krusenstjerna och Frederique Vougt. Han blev kadett vid Krigsakademien på Karlberg 1871, avlade officersexamen 1873 och blev samma år underlöjtnant vid Fortifikationen. von Krusenstjerna genomgick Krigshögskolan på Marieberg 1876–1879, blev löjtnant 1879 och var 1883–1886 anställd i Kongostatens tjänst i Afrika. Han blev 1886 arbetsbefälhavare vid Karlsborgs fästningsbyggnad, kapten 1890 och chef för första sappörkompaniet samma år, fortifikationsbefälhavare i Karlskrona 1897, major i armén 1901 och fortifikationsbefälhavare i Karlskrona 1897. von Krusenstierna blev major vid Fortifikationen 1903, var ledamot av kommittén för ordnande av Bodens försvar 1904–1905, blev överstelöjtnant i armén och Fortifikationen 1905 och var chef för Bodens ingenjörkår 1905–1907. Han var fortifikationsbefälhavare vid kommendantskapet i Boden 1907–1908, blev chef för fästningsbyggnadsavdelningen inom arméförvaltningens fortifikationsdepartement 1909 och var ledamot av marinförvaltningen som chef för dess fortifikationsavdelning 1910–1913. von Krusenstjerna blev överste i fortifikationen 1910, övergick till Fortifikationens reserv 1911 och erhöll avsked ur reserven 1923. Åren 1914–1923 var han ledamot av arméns kasernbyggnadsnämnd. 
von Krusenstierna blev 1908 ledamot av Krigsvetenskapsakademien. Han tilldelades 1889 Kongostatens tjänstetecken och 1896 guldmedalj för berömliga gärningar. Han blev 1894 riddare av Svärdsorden, 1904 riddare av Sankt Olavs orden, 1909 kommendör av andra klassen av Vasaorden och 1924 kommendör av andra klassen av Nordstjärneorden.